# 岡倉由三郎
岡倉 由三郎（おかくら よしさぶろう、慶応4年2月22日（1868年3月15日） - 昭和11年（1936年）10月31日）は、明治後期から昭和初期に活躍した日本の英語学者、教育者。東京高等師範学校（現・筑波大学）や立教大学などで教授を務めた一方、『研究社英文学叢書』の監修や「岡倉大英和」と呼ばれた『新英和大辞典』の編纂、さらには日本で最初のラジオ放送を開始した東京放送局（JOAK）の開設当初から『初等英語講座』（現・NHKラジオ英語講座）の講師を務めるなど、日本における英語教育の第一人者として活躍した。英語教育の発展と普及において優れた功績を上げ、海外での講演活動や英文著書の発行を通して日本文化を欧米に紹介するなどの活動も行った。

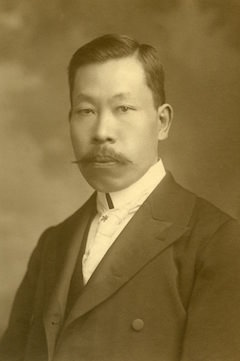
岡倉由三郎

兄は美術指導者の岡倉天心。演出家として活躍した岡倉士朗は三男。友人に夏目漱石がいる。

## 業績
英語発音練習カードを考案、また、ラジオや通信教育による英語講座を初めて行い、英語学習ブームを起こした。英語で書かれた著書『The Japanese Spirit』(1905年)は、イギリスを中心に広く読まれグレーアム・ウォーラスの『政治における人間性』(1924年)にも引用されている。

## 略歴
- 1868年、福井藩士・岡倉勘右衛門の四男として横浜で生まれる[3]。
- 1887年、共立学校を経て、帝国大学（現在の東京大学）文科大学選科へ進学。
- 1890年、大学を卒業[3]。
- 1891年、当時の朝鮮・京城の日本語学校（官立日語学堂）校長となる[3]。朝鮮半島最初の日本語教育機関（～1893年）。
- 1894年、鹿児島高等中学造士館教授となる[3]。
- 1896年、東京高等師範学校教授となる。
- 1900年、東京外国語学校の朝鮮語教師を兼任[3]。
- 1902年 - 1905年、イギリス・ドイツに滞在。
- 1905年、帰国後に東京高等師範学校英語科主任となり、1925年まで務める[3]。
- 1913年、兄の岡倉天心が亡くなる。
- 1921年、市河三喜とともに研究社「英文学叢書」の主幹となる。1932年には全100巻に達する。
- 1923年、福原麟太郎らと洋々塾を結成。
- 1925年、立教大学教授。文学部英文学科長となる[4]。由三郎の推薦により金田一京助が立教大学文学部教授に就任[5]。
- 1926年、NHKラジオの「ラジオ英語講座初等科」を担当[6]。
- 1927年、研究社「新英和大辞典」（初版）を編纂。「岡倉英和」と呼ばれる。
- 1928年、還暦祝いとして石橋和訓に依頼した肖像画が完成[1]。
- 1932年、優れた英語教科書、研究書、教育機関などを対象とした岡倉賞が創られる。
- 1936年、駒込病院において入院中、腸チフスのため死去[3]。墓所は染井霊園。

## 栄典
- 1918年（大正7年）2月12日 - 従四位[7]

## 編著書
- 『比較博言学 日本語学一斑』明治義会 1890
- 『日本新文典』冨山房書店 1891 普通学全書
- 『外国語教授新論 附・国語漢文の教授要項』1894
- 『日本文典大綱』冨山房 1897
- 『新撰日本文典 文及び文の解剖』宝永館 1901
- 『発音学講話』宝永館書店 1901
- 『応用言語学十回講話』成美堂書店ほか 1902
- 『文及文の解剖 新撰日本文典』有朋堂 1905
- 『英学入門』三省堂 1906
- 『英語発音学大綱』編 三省堂 1906
- 『発音学講話』有朋堂 1906
- 『ぐろうぶ文典』大日本図書 1909
- 『英語教育』博文館 1911
- 『英文典』大日本図書 1911
- 『英語小発音学』研究社 1922
- 『紅涅雑筆』洋々塾 1926 洋々文庫別冊
- 『新英和大辞典』編 研究社 1929
- 『新英和中辞典』編 研究社 1929
- 『初級英語辞典』編 研究社 1933
- 『研究社新和英中辭典』編、1933
- 『ローマ字の調査 意見書』帝国ローマ字クラブ 1933 われらの主張
- 『岡倉先生初等英語講話 = The royal road to English』研究社 1934
- 『呉岸越勢集』岡倉書房 1934
- 『英語教育』研究社[8] 1937
- 『研究社英米文学評伝叢書 第22 スターン』1934
- 『ローマ字の話』福原麟太郎編 研究社 1946

### 翻訳
- メリー・ブレブナ『外国語最新教授法』大日本図書 1906
- J・M・モートン『珍談がうな物語 一幕物』研究社 1924

### 記念論文集
- 『岡倉先生記念論文集』市河三喜編 岡倉先生還暦祝賀会 1928

## 伝記等
- 「岡倉由三郎」『近代文学研究叢書 第41巻』昭和女子大学近代文化研究所 1975
- 清水恵美子『洋々無限 岡倉天心・覚三と由三郎』里文出版 2017

## 岡倉賞・岡倉英語教育賞
1928年、岡倉の還暦を祝して、教え子や関係者45名を発起人とする記念事業団体「岡倉先生還暦祝賀会」が発足し、実行委員に市川三喜、石川林四郎、勝俣銓吉郎、久保田正次、福原麟太郎が就任する。縁故者のみならず、一般からも寄付金を募り、12月に石橋和訓作の肖像画を贈呈し、英語英文学者の寄稿による『岡倉先生記念論文集』を発行した。
1932年、残金と論文集の収入合わせて約三千円を基金とする「岡倉氏還暦記念委員会」（市河三喜代表）を発足し、「英語・英文学・言語学」に多大なる貢献をした著述を対象とする「岡倉賞」を創設した。賞金は壱百円。第1回は5月に開かれ、規約により『英語青年』で公表された。以後毎年春に選考会が行われ、戦時中も中断せず、1946年度まで計15回開かれた。※1947年度は該当者なしで中止。1939年度からは、「英語教育」の業績を讃える「岡倉英語教育賞」が併設された。
戦火が激しくなった第14回（1945年）と、交通が復旧していない第15回（1946年）は会合はせず、市河・福原の推薦を元に文書にて意見を交換する形で選考された。また、1945年7月には選考委員の一人沢村寅二郎が贈呈式前に甲府空襲により死去している。

### 岡倉賞歴代受賞者
| 回 | 年     | 受賞者                    | 所属（受賞当時）                                   | 受賞対象                                                                                     | 出版社               |
| -- | ------ | ------------------------- | -------------------------------------------------- | -------------------------------------------------------------------------------------------- | -------------------- |
| 1  | 1932年 | 曽根保（たもつ）          | 東京女子高等師範学校 文科                          | W. Hall Griffin著『The Life of Robert Browning』翻訳、邦題『Robert Browning 彼の生涯と作品』 | 理想社               |
| 2  | 1933年 | 厨川文夫 （父は厨川白村） | 慶應義塾大学英文学科研究室助手（発表は慶大在学時） | 『ベーオウルフ』翻訳、西脇順三郎編『EnglIsh LIterature and Philology』第3巻特別号に掲載      | 丸善雄松堂           |
| 3  | 1934年 | 竹村覚（さとる）          | 静岡県立見付中学校                                 | 『日本英学発達史』                                                                           | 研究社               |
| 4  | 1935年 | 大塚高信                  | 東京高等師範学校                                   | コイヤード著『日本語文典』翻訳                                                               | 坂口書店             |
| 5  | 1936年 | 志賀勝                    | 関西学院                                           | 『現代英米文学の研究』（NDLJP:1119818）                                                      | 創元社               |
| 6  | 1937年 | 石橋幸太郎                | 東京教育大学                                       | C. K. オグデン、I. A. リチャーズ著『意味の意味』翻訳                                         | 興文社               |
| 7  | 1938年 | 井上思外雄（しげお）      | 第一高等学校                                       | 市河晴子著『欧米の隅々（Japanese Lady in Europe）』英訳                                      | ジョナサン・ケープ   |
| 8  | 1939年 | 山本忠雄                  | 広島文理科大学助教授                               | 『文体論研究』                                                                               | 三省堂               |
| 9  | 1940年 | 中西信太郎                | 京都帝国大学文学部助教授                           | 『シェイクスピア序論』                                                                       | 研究社               |
| 10 | 1941年 | 有坂秀世                  | 1940年4月まで大正大学講師                          | 『音韻論』（NDLJP:1126173）                                                                  | 三省堂               |
| 11 | 1942年 | 荒川惣兵衛                | 愛知県立小牧中学校                                 | 『外来語辞典』                                                                               | 冨山房               |
| 11 | 1942年 | 佐藤いね子                | （のちの津田塾大学名誉教授。婚姻後は近藤姓）       | 夏目漱石著『こゝろ（KOKORO）』英訳                                                           | 北星堂               |
| 12 | 1943年 | 高橋盛孝                  | 関西大学支那文学科教授                             | 大東亜語学叢刊『樺太ギリヤク語』                                                             | 朝日新聞社           |
| 13 | 1944年 | 楳垣実                    | 梅花女子専門学校講師                               | 『日本外来語の研究』                                                                         | 青年通信社           |
| 14 | 1945年 | 斎藤静                    | 福井高等工業学校                                   | 『双解英和辞典』                                                                             | 冨山房               |
| 15 | 1946年 | 中島文雄                  | 京城帝国大学                                       | 『英語の常識』                                                                               | 研究社               |
| 16 | 1947年 | 該当者なしのため中止      | 該当者なしのため中止                               | 該当者なしのため中止                                                                         | 該当者なしのため中止 |

### 岡倉英語教育賞歴代受賞者
| 回 | 年     | 受賞者                                                                              |
| -- | ------ | ----------------------------------------------------------------------------------- |
| 1  | 1939年 | 神奈川県立湘南中学校英語科（松川昇太郎主任らによる湘南プランの実践）                |
| 2  | 1940年 | 東京府立第三高等女学校英語部                                                        |
| 3  | 1941年 | 千葉県立成東高等学校英語科                                                          |
| 4  | 1942年 | 福島県立福島中学校英語部（磯尾哲夫主任らによる福島プランの実践）                    |
| 5  | 1943年 | 岡田明達（この年東京府立第一中学校英語教師を定年退職）※府立一中時代の岡倉の教え子   |
| 6  | 1944年 | 喜安璡太郎（『英語青年』編集）                                                      |
| 7  | 1945年 | 比屋根安雄（語学教育研究所）                                                        |
| 8  | 1946年 | 吉田とし子（日本女子大学校）※淡路島での新人教師時代に神戸で岡倉の講義を受講している |
| 9  | 1947年 | 該当者なしのため中止                                                                |

受賞者出典